# Corín Tellado
María del Socorro Tellado López, coneguda pel nom artístic de Corín Tellado (Viavélez, El Franco, Astúries, 25 d'abril de 1927 - Gijón, 11 d'abril de 2009) fou una escriptora espanyola de literatura romàntica molt prolífica, amb al voltant de 5000 novel·les i relats escrits entre 1946 i 2009, moltes de les quals van ser traduïdes a 27 idiomes. El fet d'haver venut més de 400.000.000 exemplars de les seves novel·les la va portar a ser reconeguda com l'autora més venuda en idioma espanyol segons en el Llibre Guinness dels rècords de 1994. El 1962 la UNESCO la va declarar com l'escriptora espanyola més llegida després de Miguel de Cervantes. Les seves obres continuen sent reeditades en format digital.

## Biografia
Corín Tellado va ser l'única noia entre els cinc fills del matrimoni format per una mestressa de casa i un maquinista naval de la marina mercant. De petita era coneguda amb el sobrenom de Socorrín, d'on va sorgir l'hipocorístic Corín.
En 1939, després de la Guerra Civil Espanyola, el seu pare va ser ascendit a primer oficial i la família es va instal·lar a Cadis. Va estudiar en un col·legi de monges.
Llegia moltíssim, especialment a Alejandro Dumas, a Balzac i a altres clàssics francesos. Dels espanyols va admirar sobretot a Miguel Delibes, i també coneixia les novel·les eròtiques de Pedro Mata. Va decidir començar a escriure quan un dels seus germans escrivís una novel·la. Corín va pensar que podia fer-ho millor i va descobrir que tenia facilitat per a escriure històries d'una tirada.
El 1945 va morir el seu pare i van començar els problemes econòmics de la família. El llibreter que l'assortia de novel·les a Cadis es va assabentar que escrivia novel·les i la va posar en contacte amb l'Editorial Bruguera, que buscava sempre nous autors. El 12 d'octubre de 1946 es va publicar Atrevida aposta, novel·la per la qual l'Editorial Bruguera li va pagar 3000 pessetes (una quantitat important a l'època), una obra que actualment porta més de 30 reimpressions. Va començar a publicar també novel·les per a l'editorial Cies i a l'any següent l'editorial Bruguera la va incloure en la seva nòmina d'escriptors i li va encarregar una novel·la curta a la setmana (els autors cobraven per obra lliurada, no per nombre de vendes). Presumia de ser capaç d'escriure una novel·la en poc més de dos dies, sent extremadament prolífica des dels inicis de la seva carrera. Disciplinada, s'aixecava a les 5 del matí i sempre tenia escrites les seves obres molt abans dels terminis fixats. Les seves novel·les curtes romàntiques —unes cent pàgines— foren ben rebudes per molts lectors. A més, les novel·les denominades de butxaca eren canviades habitualment en els punts de venda, per la qual cosa eren llegides per diversos compradors, amb la qual cosa el nombre real de lectors era molt superior. Va començar a estudiar la carrera universitària de Psicologia, però no la va acabar.
El 1948 va tornar a Viavélez amb la seva mare i des de llavors va viure a Astúries, encara que el 1951 es va traslladar a viure a Gijón, d'on ja no es mouria. Aquest any la revista Vanidades, de gran difusió en tota Hispanoamèrica, va signar un contracte amb Corín Tellado perquè li lliurés dues novel·les curtes i inèdites al mes: la tirada de la revista va passar de 16.000 a 68.000 exemplars quinzenals.
El 1959, Corín es va casar a Covadonga amb el basc Domingo Egusquizaga Sangroniz, al seu dir per despit i sense amor. L'any següent va néixer la seva primera filla, Begoña, i el 1961 el seu fill Domingo. El setembre de 1962 va decidir separar-se del seu marit, de qui va dir que no era un mal home, però que atès que era ella qui s'ocupava dels nens a més de sostenir econòmicament la família, ja que ell no tenia intenció de treballar, la convivència li resultava insostenible. Ella es va fer càrrec dels fills, dels quals el seu marit es va desentendre, encara que no arribarien a divorciar-se mai.
El 1962 la UNESCO va declarar que Corín Tellado era l'autora més llegida en castellà⁣ rere ⁣Cervantes. Poc després va signar un contracte en exclusiva amb Bruguera per 150.000 pessetes. Però el 1964, després de nombroses desavinences amb aquesta editorial, l'escriptora va decidir no continuar el seu contracte. L'Editorial Bruguera estava reeditant novel·les tot canviant el títol, en un intent de publicar encara més exemplars.
A l'any següent va començar a treballar a l'Editorial Rollán, que va publicar una col·lecció de novel·les certificades com a "inèdites". El juliol de 1966 va morir la seva mare. A finals d'any va aparèixer Corín Ilustrada, col·lecció quinzenal d'adaptacions a fotonovel·les de les seves novel·les. De la primera, Ets una aventurera, se'n van vendre 750.000 exemplars en una setmana.
L'any 1968, Andrés Amorós va publicar Sociologia d'una novel·la rosa basant-se en deu títols seus i l'obra de l'autora es va traduir a nombroses llengües.
El 1973, l'Editorial Bruguera va guanyar un plet contenciós contra la seva antiga autora, que es va veure obligada a pagar-li 365 milions de pessetes i a produir en exclusiva per a aquesta editorial, fins al 1990.
El 1975, l'escriptor Guillermo Cabrera Infante va estudiar la seva obra en un capítol del seu llibre O. Va descriure Corín com «la innocent pornògrafa», per la seva capacitat per descriure la passió sense escenes de sexe. Cabrera Infante, va dir que la lectura de les seves novel·les va ser determinant per a la seva posterior dedicació a l'escriptura. Li va dir a l'autora: “conec moltes novel·les teves, que he llegit per obligació però també amb gust. Aquestes novel·les teves apareixien periòdicament a la revista Vanidades de l'Havana, on jo treballava llavors de corrector de proves, raó que justifica aquesta necessitat de llegir tots els teus textos, que m'agradaven molt".
El 1977, Corín es va estrenar al serial radiofònic amb Lorena, història d'una noia de contactes, però les seves al·lusions polítiques van ser censurades. Entre 1978 i 1979, sota el pseudònim d'Ada Miller Leswy i Ada Miller, Corín va publicar a Bruguera 26 novel·les eròtiques de butxaca a la col·lecció Especial Venus simuladament traduïdes de l'anglès.
El 1981, va viatjar a Xile convidada i es va adonar de la seva enorme popularitat a Amèrica.
El 1986, es va enfonsar l'editorial Bruguera i per això l'escriptora va quedar lliure del seu contracte d'exclusivitat, que l'havia tingut retinguda durant 24 anys. Va començar a escriure contes de literatura juvenil per a les editorials Júcar i Cantàbrico. El 1992 va publicar la seva primera novel·la llarga, Lucha oculta (no confondre amb la novel·la curta del mateix títol publicada el 1958), que l'autora considerava la seva favorita. Posteriorment, va publicar una altra narració extensa, Amargos sentimientos. L'autora es queixava que li resultava molt difícil vendre obres que no fossin les seves novel·les clàssiques roses curtes.
El 1989, un diccionari enciclopèdic va acreditar que portava ja escrites 2.243 novel·les, encara que segurament les seves obres publicades eren gairebé el doble si es tenen en comptes els seus relats per a Vanidades.
Des del 1995 se sotmetia a tres sessions de diàlisi peritoneal per setmana, encara que això no li va impedir continuar escrivint dictant a la seva nora. L'any 2000 va publicar la seva primera obra a Internet, Miracle al camí.
El 2008 es va adherir a la campanya Doi la cara pola oficialidà, en favor del reconeixement de l'asturià com a llengua cooficial d'Astúries.
L'11 d'abril del 2009 va morir al seu domicili de Gijón, als 81 anys, després de patir un infart cerebral. Va deixar tres novel·les inèdites sense publicar. Les seves obres continuen reeditant-se en format digital, per la qual cosa és possible trobar fins i tot moltes de les novel·les més antigues.

## Reconeixements i guardons
- 1995: nomenada Filla Predilecta del municipi de El Franco.[4]
- 1998: Medalla d'Or al Mèrit en el Treball.
- 1999: Medalla d'Astúries.[5]